# Mendidius olexai
Mendidius olexai är en skalbaggsart som beskrevs av Kral 1996. Mendidius olexai ingår i släktet Mendidius och familjen Aphodiidae. Inga underarter finns listade i Catalogue of Life.